# 달 바트
달 바트(네팔어·힌디어: दाल भात, 벵골어: ডাল ভাত)는 네팔과 북인도, 방글라데시를 비롯한 남아시아 지역의 쌀밥 정식이다. 쌀밥에 달을 곁들여 내는 음식이며,  네팔의 국민 음식 가운데 하나로 여겨진다. 네팔에서는 달 바트에 타르카리를 곁들인 달 바트 타르카리(네팔어: दालभात तरकारी)가 흔한 전통 식사이다. 타르카리 외에 다히, 아차르 등을 곁들이기도 한다.

## 이름
네팔어·힌디어 "달(दाल भात)"은 렌즈콩 등 콩의 짜개, 또는 짜개를 끓여 만든 수프 또는 커리를 부르는 말이다. "바트(भात)"는 "쌀밥"을 뜻한다.

## 같이 보기
- 커리 밥